# Longsdon
Longsdon – wieś i civil parish w Anglii, w Staffordshire, w dystrykcie Staffordshire Moorlands. W 2011 civil parish liczyła 543 mieszkańców. W obszar civil parish wchodzi także Horse Bridge. Longsdon civil parish powstała w kwietniu 1894 roku.